# 65ns Premis Tony
La 65ena edició dels Premis Tony va ser celebrada el 12 de juny de 2011 per reconèixer els èxits de les produccions de Broadway durant la temporada 2010–11. La cerimònia es va celebrar al Beacon Theatre (Manhattan, Nova York), trencant així, la tradició de 14 anys feta al Radio City Music Hall, i va ser emesa en directe per la cadena de televisió CBS. La gala va ser presentada per Neil Patrick Harris.
La gala va rebre molt bones crítiques. Molts van atribuir a Neil Patrick Harris la millora de la cerimònia respecte a la de l'any anterior.

## Elegibilitat
Les produccions que van ser estrenades durant la temporada 2010–11 i abans del 28 d'abril de 2011, tenien la possibilitat de ser nominades.

## Premis no competitius
El Premi Isabelle Stevenson va ser atorgat a Eve Ensler, fundadora del V-day. El Premi al Teatre Regional el va guanyar el Lookingglass Theatre Company, (Chicago, Illinois). El Premi Tony Especial va ser atorgat a Handspring Puppet Company; el Premi Honorífic per l'excel·lència al teatre a William Berloni, The Drama Book Shop i Sharon Jensen and Alliance for Inclusion in the Arts. El Premi Lifetime Achievement in the Theatre el van rebre Athol Fugard i Philip J. Smith.

## Guanyadors i nominats
Els nominats van ser anunciats el 3 de maig de 2011 
Els guanyadors estan destacats en negreta:
| Millor obra ‡ | Millor musical ‡ |
| --- | --- |
| - War Horse - Nick Stafford - Good People - David Lindsay-Abaire - Jerusalem - Jez Butterworth - The Motherf**ker with the Hat - Stephen Adly Guirgis                                                                          | - The Book of Mormon - Catch Me If You Can - The Scottsboro Boys - Sister Act |
| Millor revival d'obra ‡ | Millor revival d'un musical ‡ |
| - The Normal Heart - Arcadia - The Importance of Being Earnest - The Merchant of Venice | - Anything Goes - How to Succeed in Business Without Really Trying |
| Millor actor en una obra | Millor actriu en una obra |
| - Mark Rylance - Jerusalem - Brian Bedford - The Importance of Being Earnest - Bobby Cannavale - The Motherf**ker with the Hat - Joe Mantello - The Normal Heart - Al Pacino - The Merchant of Venice                          | - Frances McDormand - Good People - Nina Arianda - Born Yesterday - Lily Rabe - The Merchant of Venice - Vanessa Redgrave - Driving Miss Daisy - Hannah Yelland - Brief Encounter |
| Millor actor de musical | Millor actriu de musical |
| - Norbert Leo Butz - Catch Me If You Can - Josh Gad - The Book of Mormon - Joshua Henry - The Scottsboro Boys - Andrew Rannells - The Book of Mormon - Tony Sheldon - Priscilla Queen of the Desert                            | - Sutton Foster - Anything Goes - Beth Leavel - Baby It's You! - Patina Miller - Sister Act - Donna Murphy - The People in the Picture |
| Millor actor de repartiment en una obra | Millot actriu de repartiment en una obra |
| - John Benjamin Hickey - The Normal Heart - Mackenzie Crook - Jerusalem - Billy Crudup - Arcadia - Arian Moayed - Bengal Tiger at the Baghdad Zoo - Yul Vázquez - The Motherf**ker with the Hat                                | - Ellen Barkin - The Normal Heart - Edie Falco - The House of Blue Leaves - Judith Light - Lombardi - Joanna Lumley - La Bête - Elizabeth Rodriguez - The Motherf**ker with the Hat |
| Millor actor de repartiment de musical | Millor actriu de repartiment de musical |
| - John Larroquette - How to Succeed in Business Without Really Trying - Colman Domingo - The Scottsboro Boys - Adam Godley, Anything Goes - Forrest McClendon - The Scottsboro Boys - Rory O'Malley - The Book of Mormon       | - Nikki M. James - The Book of Mormon - Laura Benanti - Women on the Verge of a Nervous Breakdown - Tammy Blanchard - How to Succeed in Business Without Really Trying - Victoria Clark - Sister Act - Patti LuPone - Women on the Verge of a Nervous Breakdown                               |
| Millor direcció d'una obra | Millor direcció d'un musical |
| - Marianne Elliott & Tom Morris - War Horse - Joel Grey & George C. Wolfe, - The Normal Heart - Anna D. Shapiro - The Motherf**ker with the Hat - Daniel Sullivan - The Merchant of Venice                                     | - Casey Nicholaw & Trey Parker - The Book of Mormon - Rob Ashford - How to Succeed in Business Without Really Trying - Kathleen Marshall - Anything Goes - Susan Stroman - The Scottsboro Boys                                                                                                |
| Millor llibret d'un musical | Millor banda sonora (música i/o lletres) |
| - Trey Parker, Robert Lopez & Matt Stone - The Book of Mormon - Alex Timbers - Bloody Bloody Andrew Jackson - David Thompson - The Scottsboro Boys - Cheri Steinkellner, Bill Steinkellner & Douglas Carter Beane - Sister Act | - The Book of Mormon - Trey Parker, Robert Lopez & Matt Stone (música i lletres) - The Scottsboro Boys - John Kander & Fred Ebb (música i lletres) - Sister Act - Alan Menken (música) & Glenn Slater (lletres) - Women on the Verge of a Nervous Breakdown - David Yazbek (música i lletres) |
| Millor escenografia d'una obra | Millor escenografia d'un musical |
| - Rae Smith - War Horse - Todd Rosenthal - The Motherf**ker with the Hat - Ultz - Jerusalem - Mark Wendland - The Merchant of Venice                                                                                           | - Scott Pask - The Book of Mormon - Beowulf Boritt - The Scottsboro Boys - Derek McLane - Anything Goes - Donyale Werle - Bloody Bloody Andrew Jackson |
| Millor vestuari d'una obra | Millor vestuari d'un musical |
| - Desmond Heeley - The Importance of Being Earnest - Jess Goldstein - The Merchant of Venice - Mark Thompson - La Bête - Catherine Zuber - Born Yesterday                                                                      | - Tim Chappel & Lizzy Gardiner - Priscilla Queen of the Desert - Martin Pakledinaz - Anything Goes - Ann Roth - The Book of Mormon - Catherine Zuber - How to Succeed in Business Without Really Trying                                                                                       |
| Millor il·luminació d'una obra | Millor il·luminació d'un musical |
| - Paule Constable - War Horse - David Lander - Bengal Tiger at the Baghdad Zoo - Kenneth Posner - The Merchant of Venice - Mimi Jordan Sherin - Jerusalem                                                                      | - Brian MacDevitt - The Book of Mormon - Ken Billington - The Scottsboro Boys - Howell Binkley - How to Succeed in Business Without Really Trying - Peter Kaczorowski - Anything Goes |
| Millor disseny de so d'una obra | Millor disseny de so d'un musical |
| - Christopher Shutt - War Horse - Acme Sound Partners & Cricket S. Myers - Bengal Tiger at the Baghdad Zoo - Simon Baker - Brief Encounter - Ian Dickinson for Autograph - Jerusalem                                           | - Brian Ronan - The Book of Mormon - Peter Hylenski - The Scottsboro Boys - Steve Canyon Kennedy - Catch Me If You Can - Brian Ronan - Anything Goes |
| Millor coreografia | Millors orquestracions |
| - Kathleen Marshall - Anything Goes - Rob Ashford - How to Succeed in Business Without Really Trying - Casey Nicholaw - The Book of Mormon - Susan Stroman - The Scottsboro Boys                                               | - Larry Hochman & Stephen Oremus - The Book of Mormon - Doug Besterman - How to Succeed in Business Without Really Trying - Larry Hochman - The Scottsboro Boys - Marc Shaiman & Larry Blank - Catch Me If You Can                                                                            |

‡ Premi atorgat als productors del musical o obra.